# Microcreagris abnormis
Microcreagris abnormis är en spindeldjursart som beskrevs av Frank Archibald Sinclair Turk 1946. Microcreagris abnormis ingår i släktet Microcreagris och familjen helplåtklokrypare. Inga underarter finns listade i Catalogue of Life.